# 鴨居真理子
鴨居 真理子（かもい まりこ、1967年〈昭和42年〉6月13日 - ）は、RNC西日本放送のアナウンサー。

## 来歴・人物
香川県高松市出身。立教大学経済学部経営学科卒業後、1991年に地元の西日本放送へ入社。元ミス立教。
趣味は読書、料理、映画・ビデオ鑑賞。入社後、『RNCワイドニュースプラス1』を13年間担当し、香川、岡山の夕方の顔であったが産休に入ったため植村智子に司会を交代した。育児休暇をとっていたが、2006年3月から復帰。2007年4月からは再び夕方のニュース番組に3年ぶりに復帰した。
2011年3月末で、『RNC news every.』を降板。4月から、金曜日放送『every.フライデー』を担当。
読売テレビ報道局チーフ・エキスパートの三浦隆志とは立教大学経済学部の同期生で、日本テレビ報道局記者の笛吹雅子とは就職活動時からの友人で同じ年にアナウンサーになった。

## 担当番組

### テレビ
- RNCニューススポット

### ラジオ
- こんにちは!香川県です
- 気ままにラジオ 雨の日晴れの日曇りの日

## 過去の担当番組

### テレビ
- RNCニュースプラス1
- RNCワイド90プラス1
- RNCワイドニュースプラス1
- RNC News リアルタイム
- RNC news every.
- every.フライデー

### ラジオ
- 君の出番だ!（アシスタント）
- サウンドA GO GO!